# Jasenná, Zlín
Jasenná là một làng thuộc huyện Zlín, vùng Zlínský, Cộng hòa Séc.